# Baki Mercimek
Baki Mercimek (Amsterdam, 18 september 1982) is een Turks-Nederlandse voormalig voetballer die als centrale verdediger of verdedigende middenvelder speelde. In 2006 speelde hij eenmalig voor het Turks voetbalelftal in een vriendschappelijke wedstrijd tegen Azerbeidzjan.
Hij speelde voor HFC Haarlem, Sunderland AFC, Stormvogels Telstar, Gençlerbirliği, Beşiktaş,
Ankaraspor, Ankaragücü, Diyarbakırspor, Karşıyaka SK, Bugsaşspor en Gaziosmanpaşaspor.